# Закон України «Про відновлення довіри до судової влади в Україні»
Закон України «Про відновлення довіри до судової влади в Україні» (або Закон про люстрацію суддів) — закон, прийнятий Верховної Радою України VII скликання 8 квітня 2014 року.
Закон передбачає проведення спеціальної перевірки суддів судів загальної юрисдикції як тимчасового, посиленого заходу з використанням існуючих процедур розгляду питань про притягнення суддів загальної юрисдикції до дисциплінарної відповідальності і звільнення з посади, у зв'язку з порушенням присяги з метою підвищення авторитету судової влади України та довіри громадян до судової гілки влади, відновлення законності і справедливості.
У тексті Закону слово «люстрація» відсутнє.

## Передісторія і прийняття
Після Помаранчевої революції законопроєкти про люстрацію вносили Левко Лук'яненко й Олег Тягнибок, у 2012 році — народні депутати Андрій Давиденко, Ярослав Джоджик та Іван Заєць.
Люстрація завжди була однією з головних вимог Майдану.
Як зазначається в пояснювальній записці, в державі набула загрозливого характеру практика прийняття суддями відверто протиправних, неправосудних рішень, що прямо порушують конституційні права і свободи громадян, що підтверджується катастрофічним зростанням кількості рішень Європейського суду з прав людини.
1 березня Кабмін підтримав законопроєкт «Про відновлення довіри до судової системи України». Його мета — проведення атестації та «люстраційної перевірки» суддів судів загальної юрисдикції. Законопроєкт передбачав «аналіз» рішень, що приймалися суддями до революції; звільнення тих суддів, які не пройдуть атестацію; звільнення голів судів, які були призначені після 2010 року.
Даний законопроєкт був розкритикований Верховним Судом України, Вищим господарським судом України та Радою суддів України. Звернуто увагу зокрема на те, що проєкт нівелює загальні засади презумпції невинуватості особи, що на практиці може мати наслідком прийняття Європейським судом з прав людини жорстких рішень проти України.
Законопроєкти про люстрацію в Україні були названі такими, що не відповідають прийнятим в Європейському Союзі стандартам, оскільки суттєво обмежують громадянські права окремих людей та не передбачають процедури апеляції.
В напрочуд критичному ключі висловилися про проєкт експерти Ради Європи.
Незважаючи на це, доопрацьований законопроєкт був прийнятий у цілому (хоч і з другої спроби) 8 квітня. Він передбачає утворення Тимчасової спеціальної комісії, яка буде перевіряти суддів, які виносили у період з 21 листопада 2013 року рішення з «політичним» елементом. Висновок ТСК потребуватиме підтвердження з боку Вищої ради юстиції.

## Процедура перевірки суддів
- Перевірка суддів проводиться протягом одного року з моменту формування складу Тимчасової спеціальної комісії. Заяви про проведення перевірки індивідуально визначеного судді (суддів) можуть бути подані юридичними або фізичними особами.
- Тимчасова спеціальна комісія складається із 15 членів: по 5 членів від Верховного Суду України, Урядового уповноваженого з питань антикорупційної політики та Верховної Ради України. ТСК діє при Вищій раді юстиції.
- Суддя підлягає перевірці у разі прийняття ним рішень визначеної категорії (які можуть свідчити про політичні переслідування в період з 21 листопада 2013 року).
- За результатами перевірки суддів Тимчасовою спеціальною комісією приймається висновок. Висновок ТСК про порушення суддею присяги є обов'язковим для розгляду Вищою радою юстиції.

Законом також звільнені зі своїх посад усі голови судів (крім Верховного і Конституційного) та їх заступники; припинені повноваження членів Вищої ради юстиції та Вищої кваліфікаційної комісії суддів.

## Критика
Не секрет, що політично вмотивовані рішення приймаються судами, в основному, під адміністративним тиском, а не внаслідок корупції. Корупція поширена в майнових спорах, а про перевірку рішень майнового характеру в прийнятому Законі, якраз, ні слова. Тому Закон виглядає не як ефективний засіб боротьби з корупцією, а радше як чергова політична помста.
Подібної думки дотримується колишній міністр юстиції, голова ВРЮ О. Лавринович: «Чи не є це черговою спробою підпорядкувати судову владу політичному керівництву?»
Авторами законопроєкту загалом не були враховані зауваження Головного юридичного управління Верховної Ради. У цих зауваженнях йдеться про невідповідність проєкту статтям 6, 19, 85, 124 і 131 Конституції України, ризики партійного або політичного впливу на роботу ТСК, недотримання принципу правової визначеності, порушення Регламенту в процесі підготовки тексту.
Варто згадати, що Харківською правозахисною групою 3 квітня 2014 пропонувався альтернативний проєкт, що розповсюджується на всіх держслужбовців, а не тільки на суддів. Проєкт ХПГ і сам не позбавлений недоліків, проте очевидно, що інші гілки влади також не користуються довірою суспільства.
На думку адвоката Л. Антоненка [Архівовано 12 травня 2014 у Wayback Machine.], оприлюдненої на порталі «ЛІГА:ЗАКОН», прийнятий Закон не наближує ні на крок до очищення судової системи від корупції та некомпетентності; не пропонує жодних якісно нових підходів до відбору професіоналів на суддівські посади.

### Щодо звільнення судді за порушення присяги
Європейський суд з прав людини, розглянувши справу «Олександр Волков проти України» (остаточне рішення від 27.05.2013), вказав якнайшвидше поновити заявника на посаді судді Верховного Суду України, якого раніше було звільнено з формулюванням «за порушення присяги». Серед іншого, Суд зазначив, що у законодавстві України не існують:
- положення щодо строків давності притягнення судді до відповідальності за порушення присяги;
- відповідні практика чи керівні принципи застосування положень щодо звільнення судді через порушення присяги;
- гарантії від свавілля;
- правила пропорційного застосування існуючих дисциплінарних санкцій;
- можливість незалежного та безстороннього перегляду відповідних рішень[15].

У процедурі притягнення суддів до відповідальності за порушення присяги домінують суб'єктивні критерії; непередбачуваність і вибірковість застосування заходів відповідальності суддів.
«Абсолютна беззахисність суддів перед безпідставним дисциплінарним переслідуванням, зокрема перед обвинуваченням у порушенні присяги… створює в суддівському середовищі атмосферу страху і призводить до тотальної залежності суддів».
Див. також справу ЄСПЛ CASE OF KULYKOV AND OTHERS v. UKRAINE 2017 року.

### Критика діяльності Тимчасової спеціальної комісії
Юристи адвокатської компанії «Кравець і партнери» зазначають, що Тимчасова спеціальна комісія з перевірки суддів судів загальної юрисдикції є неконституційним органом, що узурпував повноваження Вищої кваліфікаційної комісії суддів України та Вищої ради юстиції — оскільки тільки вони відповідно до Закону «Про судоустрій і статус суддів» можуть здійснювати дисциплінарне провадження щодо судді. Це призводить до порушення принципу верховенства права та невиправданого втручання в професійну діяльність суддів та тиску на них.
Перевірки ТСК, з їх точки зору, є нічим іншим як втручанням у діяльність судді з метою перешкодити виконанню ним службових обов'язків, оскільки висновки ТСК є необґрунтованими та винесеними на підставі суперечливих законодавчих актів.
ТСК у своїй діяльності порушує міжнародні стандарти у галузі судочинства і статусу суддів, оскільки втручається у здійснення їх професійних обов'язків; необґрунтовано розкриває професійну таємницю у розглядуваних справах; під час розгляду питань не забезпечує суддям можливість захищатися, справедливість та об'єктивність розгляду; застосовує санкції непропорційно.
Практика ТСК свідчить про упереджене й непрофесійне ставлення її членів: так, у справах з автомайданівцями, в вину суддям ставиться те, що останні не з'ясовували правомірність дій службовців ДПС (у той час коли оскарження дій органів державної влади має розглядатися в рамках адміністративного провадження, а не провадження у справах про адміністративне правопорушення).

### Позиція Венеційської комісії та Ради Європи
Венеційська комісія невдоволена люстрацією суддів. Комісія не сприймає того, що в Україні ухвалено два закони, які стосуються люстрації суддів («Про очищення влади» та «Про відновлення довіри до судової влади в Україні»). Рекомендується об'єднати ці два документи.
ВК наголошує, що виконавча влада не може втручатися в роботу судової гілки.
Пізніше ВК зазначила, що звільнення всіх суддів не відповідає європейським стандартам і принципу верховенства права і це завдало б шкоди подальшому відправленню правосуддя.
Рада Європи також вважає, що повна заміна особового складу суддівського корпусу в Україні неможлива:
|                                                                        | Не може бути такого процесу, як люстрація суддівського корпусу. Венеційська комісія чітко визначила, що це навіть не ставиться під питання. Може мати місце процес індивідуального оцінювання ефективності суддів… У суддівській системі неможливо діяти так само, як створили поліцію. Завданням суддів не є виконання наказів або контроль за виконанням наказів. Тому співробітників правоохоронних органів можна звільнити за невиконання наказів, а суддів – ні. |
| — Крістос Джакомопулос, спецпредставник генсека Ради Європи по Україні | |